# Celtis planchoniana
Celtis planchoniana là một loài thực vật có hoa trong họ Cannabaceae. Loài này được K.I.Chr. mô tả khoa học đầu tiên năm 1997.